# Begonia subcostata
Espèce
Begonia subcostata est une espèce de plantes de la famille des Begoniaceae.
L'espèce fait partie de la section Doratometra.
Elle a été décrite en 1920 par Henry Hurd Rusby (1855-1940).

## Répartition géographique
Cette espèce est originaire du pays suivant : Colombie.